# Aclerdidae
Aclerdidae es una familia de insectos en la superfamilia Coccoidea. Se encuentran, principalmente en los pastos, chupando la savia de las raíces, dentro de las vainas de las hojas. Se representa en todas las regiones zoogeográficas, con una mayor concentración en el Neártico.

## Descripción
Las hembras tienen el cuerpo aplanado, de forma ovalada y varían en color de rosa a rojo-marrón, a menudo carenado dorsalmente, y el tamaño puede ser significativo en comparación con los de la mayoría de los insectos. En la mayoría de las especies la producción de cera se reduce, por lo tanto, el cuerpo está generalmente desnudo, con pequeños grupos de cera en el insecto o por encima de la cabeza.  La antena se reducen a un tubérculo compuesto de un único segmento y las patas están ausentes. Entre los elementos morfológicos que se destacan en la mayor parte de la familia se repita la presencia de una hilera de cerdas cortas de forma cónica a lo largo del margen del cuerpo, el margen posterior fruncido y la abertura anal coronada por una lámina.

## Biología
La biología de Aclerdidae es poco conocida ya que es una especie poco visible que tiende a mezclarse. Se asocia generalmente con plantas herbáceas de la familia de las gramíneas o, con menor frecuencia, en otras Monocotiledóneas y se establen en las hojas o en las vainas de las hojas. En general, es una cochinilla poco perjudicial  y de escasa importancia económica.
El ciclo de vida se llevaría a cabo con una generación al año, y el desarrollo postembriónico se complementará a través de tres etapas en las hembras y cuatro en los machos.

## Géneros
La familia comprende unas sesenta especie, repartidas en 5 géneros, de los cuales el más importante es Aclerda:
- Aclerda
- Kwazuluaclerda
- Lecanaclerda
- Nipponaclerda
- Rhodesaclerda